# Dimitri Isler
Dimitri Isler (* 14. Mai 1993 in Aarau) ist ein ehemaliger Schweizer Freestyle-Skier. Er startete in der Disziplin Aerials (Springen).

## Werdegang
Isler, der für den SC Lenzburg startete, nahm im Januar 2008 in Hasliberg erstmals am Europacup teil und kam dabei auf die Plätze 12 und 6. In der Saison 2011/12 wurde er mit fünf Top-zehn-Platzierungen Sechster in der Aerials-Wertung des Europacups und startete in Minsk erstmals im Freestyle-Skiing-Weltcup, wobei er den 21. Platz errang. Zudem sprang er bei den Juniorenweltmeisterschaften 2012 in Chiesa in Valmalenco auf den neunten Platz. In der folgenden Saison gewann er mit zwei ersten Plätzen die Aerials-Wertung des Europacups und wurde bei den Juniorenweltmeisterschaften 2013 in Chiesa in Valmalenco Sechster. Auch in der Saison 2013/14 gewann er mit sechs Top-zehn-Platzierungen erneut die Aerials-Wertung des Europacups. In den folgenden Jahren belegte er bei den Weltmeisterschaften 2015 am Kreischberg sowie bei den Weltmeisterschaften 2017 in der Sierra Nevada jeweils den 13. Platz und bei seiner einzigen Teilnahme an Olympischen Winterspielen im Februar 2018 in Pyeongchang den 12. Platz. Zudem erreichte er im Februar 2015 in Moskau sowie im Februar 2017 in Pyeongchang jeweils mit dem siebten Platz seine beste Platzierung im Weltcup und in der Saison 2016/17 mit dem 17. Platz im Aerials-Weltcup sein bestes Gesamtergebnis. In der Saison 2018/19 absolvierte er im Shimao Lotus Mountain seinen 33. und damit letzten Weltcup, welchen er auf dem 21. Platz beendete, und belegte bei den Weltmeisterschaften 2019 im Deer Valley den 11. Platz.

## Erfolge

### Olympische Spiele
- 2018 Pyeongchang: 12. Platz Aerials

### Weltmeisterschaften
- 2015 Kreischberg: 13. Platz Aerials
- 2017 Sierra Nevada: 13. Platz Aerials
- 2019 Deer Valley: 11. Platz Aerials

### Weltcupwertungen
| Saison  | Gesamt | Gesamt | Aerials | Aerials |
| Saison  | Platz  | Punkte | Platz   | Punkte  |
| ------- | ------ | ------ | ------- | ------- |
| 2011/12 | 227.   | 1      | 40.     | 10      |
| 2012/13 | 184.   | 4      | 32.     | 30      |
| 2013/14 | 172.   | 5      | 31.     | 25      |
| 2014/15 | 73.    | 14     | 20.     | 101     |
| 2015/16 | 154.   | 5,33   | 33.     | 32      |
| 2016/17 | 73.    | 18,57  | 17.     | 130     |
| 2017/18 | 130.   | 9,83   | 26.     | 59      |
| 2018/19 | 94.    | 14,40  | 20.     | 72      |

### Europacup
- Saison 2012/13: 1. Platz Aerials-Wertung
- Saison 2013/14: 1. Platz Aerials-Wertung
- 10 Podestplätze im Europacup, davon 5 Siege

### Juniorenweltmeisterschaften
- 2012 Chiesa in Valmalenco: 9. Platz Aerials
- 2013 Chiesa in Valmalenco: 6. Platz Aerials

### Weitere Erfolge
- 1 Podestplatz im Nor-Am-Cup